# 弗朗茨·赖因德尔
弗朗茨·赖因德尔（德語：Franz Reindl，1954年11月24日—），德国男子冰球运动员。他曾代表西德参加1976年、1980年和1984年冬季奥林匹克运动会冰球比赛，其中1976年冬季奥运会获得一枚铜牌。